# ハードスキャンダル 〜淫欲の女教師〜
『ハードスキャンダル 〜淫欲の女教師〜』（ハードスキャンダル いんよくのおんなきょうし）は、覇王発売の18禁アドベンチャーゲーム。シナリオは築城一人。

## ストーリー
ごく普通の学生である主人公は、義理の姉である津村曜子と2人暮らし。彼は通う学園のクラス担任、山本綾香に欲情しており、ついに彼女をレイプする計画を立てる。

## 登場キャラクター
津村 世輝（ツムラ セイキ）
主人公。学生。歪んだ性格のストーカー。綾香に好意を寄せる。
山本 綾香（ヤマモト アヤカ）
24歳、身長168cm、体重48、バスト89、ウエスト59、ヒップ90
学園の若い英語教師で、美人であるため男子生徒の憧れの的となる。乳首が見えそうなほど胸元の大きくあいた褐色のスーツを着ている。
十城 皐月（ジュウジョウ サツキ）
23歳、身長163cm、体重42kg、バスト84、ウエスト53、ヒップ82
新人の女性教師。処女。お嬢様育ちで温和な性格。バレリーナであり、校内でレオタード姿でいることも多い。その隙を狙われて主人公に弄ばれてしまう。
津村 曜子（ツムラ ヨウコ）
25歳、身長168cm、体重46kg、バスト85、ウエスト58、ヒップ88
主人公の義理の姉。真面目な性格の美人で、主人公と2人で暮らしている。勤務校でたびたび男子生徒からセクハラを受けていたが、ある日、教え子2人に家に上がり込まれて凌辱されてしまう。
郷 麻里（ゴウ マリ）
18歳、身長160cm、体重44kg、バスト78、ウエスト52、ヒップ83
主人公の同級生。優等生。主人公に綾香たちを監禁するようにそそのかす。
十城 沙那（ジュウジョウ サヤ）
45歳、身長170cm、体重46kg、バスト90、ウエスト57、ヒップ93
皐月の母。20代と間違われるほどの若さと美貌を保つ。娘の皐月とともに、主人公にレイプされてしまう。

## 開発
以下は公式サイトの記載に基づく。

### スタッフ
- 企画・シナリオ - 築城一人
- 原画 - みきお、漣
- 音楽 - 上條貴史

### 声優
- 山本綾香 - 小倉結衣
- 十城皐月 - 湖杉カンナ
- 津村曜子 - 各務はづ希
- 郷麻里 - 葵すみれ
- 十城沙耶 - 如月楓